# Bréhal
Bréhal és un municipi francès situat al departament de la Manche i a la regió de Normandia. L'any 2007 tenia 2.971 habitants.

## Demografia

### Població
El 2007 la població de fet de Bréhal era de 2.971 persones. Hi havia 1.356 famílies de les quals 451 eren unipersonals (133 homes vivint sols i 318 dones vivint soles), 530 parelles sense fills, 310 parelles amb fills i 65 famílies monoparentals amb fills.
La població ha evolucionat segons el següent gràfic:
Habitants censats

### Habitatges
El 2007 hi havia 2.326 habitatges, 1.374 eren l'habitatge principal de la família, 867 eren segones residències i 85 estaven desocupats. 2.112 eren cases i 196 eren apartaments. Dels 1.374 habitatges principals, 905 estaven ocupats pels seus propietaris, 430 estaven llogats i ocupats pels llogaters i 39 estaven cedits a títol gratuït; 18 tenien una cambra, 82 en tenien dues, 241 en tenien tres, 359 en tenien quatre i 675 en tenien cinc o més. 1.064 habitatges disposaven pel capbaix d'una plaça de pàrquing. A 727 habitatges hi havia un automòbil i a 500 n'hi havia dos o més.

### Piràmide de població
La piràmide de població per edats i sexe el 2009 era:
| Homes | Edats   | Dones |
| ----- | ------- | ----- |
| 4     | 95 o +  | 8     |
| 16    | 90 a 94 | 32    |
| 20    | 85 a 89 | 44    |
| 40    | 80 a 84 | 28    |
| 72    | 75 a 79 | 108   |
| 68    | 70 a 74 | 96    |
| 88    | 65 a 69 | 116   |
| 76    | 60 a 64 | 56    |
| 48    | 55 a 59 | 84    |
| 84    | 50 a 54 | 100   |
| 120   | 45 a 49 | 60    |
| 48    | 40 a 44 | 84    |
| 108   | 35 a 39 | 64    |
| 64    | 30 a 34 | 76    |
| 84    | 25 a 29 | 68    |
| 88    | 20 a 24 | 40    |
| 92    | 15 a 19 | 60    |
| 76    | 10 a 14 | 72    |
| 64    | 5 a 9   | 68    |
| 56    | 0 a 4   | 36    |

## Economia
El 2007 la població en edat de treballar era de 1.689 persones, 1.186 eren actives i 503 eren inactives. De les 1.186 persones actives 1.092 estaven ocupades (581 homes i 511 dones) i 94 estaven aturades (42 homes i 52 dones). De les 503 persones inactives 238 estaven jubilades, 115 estaven estudiant i 150 estaven classificades com a «altres inactius».

### Ingressos
El 2009 a Bréhal hi havia 1.426 unitats fiscals que integraven 3.098,5 persones, la mediana anual d'ingressos fiscals per persona era de 18.202 €.

### Activitats econòmiques
Dels 200 establiments que hi havia el 2007, 1 era d'una empresa extractiva, 7 d'empreses alimentàries, 1 d'una empresa de fabricació de material elèctric, 7 d'empreses de fabricació d'altres productes industrials, 26 d'empreses de construcció, 46 d'empreses de comerç i reparació d'automòbils, 7 d'empreses de transport, 9 d'empreses d'hostatgeria i restauració, 1 d'una empresa d'informació i comunicació, 13 d'empreses financeres, 15 d'empreses immobiliàries, 24 d'empreses de serveis, 29 d'entitats de l'administració pública i 14 d'empreses classificades com a «altres activitats de serveis».
Dels 54 establiments de servei als particulars que hi havia el 2009, 1 era una oficina d'administració d'Hisenda pública, 1 gendarmeria, 2 oficines de correu, 4 oficines bancàries, 1 funerària, 3 tallers de reparació d'automòbils i de material agrícola, 1 taller d'inspecció tècnica de vehicles, 1 autoescola, 6 paletes, 4 guixaires pintors, 3 fusteries, 4 lampisteries, 2 electricistes, 1 empresa de construcció, 5 perruqueries, 2 veterinaris, 6 restaurants, 4 agències immobiliàries, 2 tintoreries i 1 saló de bellesa.
Dels 21 establiments comercials que hi havia el 2009, 1 era un hipermercat, 5 fleques, 3 carnisseries, 1 una botiga de congelats, 1 una peixateria, 3 botigues de roba, 1 una botiga d'equipament de la llar, 2 botigues d'electrodomèstics, 1 una botiga de material de revestiment de parets i terra i 3 floristeries.
L'any 2000 a Bréhal hi havia 35 explotacions agrícoles que ocupaven un total de 260 hectàrees.

## Equipaments sanitaris i escolars
Els 2 equipaments sanitaris que hi havia el 2009 eren farmàcies.
El 2009 hi havia 1 escola maternal i 2 escoles elementals. Bréhal disposava d'un col·legi d'educació secundària amb 378 alumnes.

## Poblacions més properes
El següent diagrama mostra les poblacions més properes.